# Цари Кирены
На этой странице приведен список царей, правивших в древней Кирене (совр. Ливия).

## Баттиады
- Батт I — 631 до н. э. — 600 до н. э.
- Аркесилай I — 600 до н. э. — 575 до н. э.
- Батт II Счастливый — 575 до н. э. — 554 до н. э.
- Аркесилай II — 554 до н. э. — 550 до н. э.
- Леарх — 550 до н. э.
- Батт III Хромой — 550 до н. э. — 530 до н. э.
- Аркесилай III — 530 до н. э. — 515 до н. э.
- Батт IV — 515 до н. э. — 466 до н. э.
- Аркесилай IV — 466 до н. э. — 439 до н. э.

## Из разных династий
- 323–322 до н.э. Фиброн I, внук Фиброна (спартанского военачальника IV в до н.э.), (командир спартанских наёмников, захвативщий власть в Кирене).
- 322–308 до н.э. Офелл, сын Силена (из Пеллы), (наместник Птолемея I).

К Египту в 308–31 до н.э.
- 283–250 до н.э. Магас I, сын Филиппа (сына Аминты) и Береники I (дочери Магаса из Эордеи, жены Птолемея I) (царь с 276).
- 250–248 до н.э. Береника I (II), дочь Магаса I и Апамы II (дочери Антиоха I Сирийского), жена Деметрия I, затем и Птолемея III Египетского.
- 249–248 до н.э. Деметрий Красивый, сын Деметрия I Полиаркета и Птолемаиды (дочери Птолемея I), муж Береники I (II).

Независимая республика в 248–246 до н.э.
К Египту в 246–163 до н.э.

## Лагиды
- 163–145 до н.э. Птолемей VIII Эвергет, сын Птолемея V египетского и Клеопатры I (царь Египта 170–163, 145–130, 127–116; царь Кипра 130–127) [1ое правление].

К Египту в 145–130 до н.э.…
- 130–127 до н.э. Птолемей VIII Эвергет, сын Птолемея V египетского и Клеопатры I (царь Египта 170–163, 145–130, 127–116; царь Кипра 130–127) [2ое правление].

К Египту в 127–105 до н.э.…
- 105– 96  до н.э. Птолемей Апион, сын Птолемея I (VIII) от наложницы Ирены.

Вольные города (Пентаполис) под римским протекторатом в 96–74 до н.э.
К Риму в 74–37 до н.э.(провинция Киренаика)…
К Египту в 37–30 до н.э.…

## Антонии
- 34–30 до н.э.: Клеопатра Селена II, дочь Марка Антония и Клеопатры VII египетской, жена Юбы II Мавританского (с 20 до н.э.).

К Риму с 30 до н.э.(в составе провинции Египет до 29 до н.э., самостоятельная провинция в 29–27 до н.э., в составе провинции Крит и Киренаика с 27 до н.э., провинции Верхняя Ливия и Нижняя Ливия в составе диоцеза Египет с 298 н.э.)…